# Michel Bardoul de la Bigottière
Michel Bardoul de la Bigottière est un architecte et ingénieur français du XVIIIe siècle actif en Anjou, né à Angers en 1752, où il est mort en 1808.

## Biographie
Michel Bardoul est né dans la paroisse Saint-Maurille d'Angers, d'Élie Urbain Bardoul, conseiller du roi et notaire à Angers, et de Marie Boësnier.
Il est dit architecte et ingénieur angevin. Il serait parti étudier à Paris avec Ange-Jacques Gabriel à l'Académie royale d'architecture. Bien qu'il n'ait pas remporté le grand prix de l'Académie d'architecture, il aurait voyagé en Italie.
Il revient ensuite à Paris, mais un ami d'Angers, Pierre Boreau de la Besnardière, ayant acheté un terrain près de l'abbaye Saint-Serge, il lui a proposé d'y construire un hôtel particulier. Le terrain sur lequel l'hôtel a été construit étant marécageux, il a entraîné des dépenses importantes pour le rendre constructible. Il fallait aussi construire une levée pour le protéger que la ville a accepté de financer partiellement.
Le 28 février 1780, les échevins d'Angers délibèrent sur une demande de l'architecte pour obtenir le titre « d'inspecteur des travaux, édifices, plantations, promenades, alignement, pavages et embellissements de la ville ». Finalement, les échevins refusent la demande.
L'hôtel de la Besnardière a été construit entre 1781 et 1784. Il est terminé 10 mois après la mort de son commanditaire. Pierre-Louis David (1756-1821), père de Pierre-Jean David d'Angers, y a exécuté des panneaux décoratifs (décor de trophées caractéristique du style Louis XVI). Ce premier hôtel lui a amené plusieurs clients. L'hôtel a été racheté par la municipalité d'Angers en 1883. Construit sur un terrain meuble, des tassements de terrain avaient commencé à disjoindre les pierres de la maçonnerie. Il a été démoli en 1904. Quelques boiseries de son décor ont été déposées au musée des beaux-arts.
Pierre Lavedan fixe aux années 1780-1782 la construction du château de Pignerolle à partir d'un devis de construction d'un escalier datant de 1781. Ce château est inspiré du Petit Trianon construit par Gabriel.
Il aurait acheté un terrain à Trélazé à la fin de sa vie pour construire une petite maison où il serait mort.
Il avait un frère, avocat au tribunal d'Angers.

## Ouvrages principaux
- Hôtel de Maquillé (1788), 18 rue du Cornet, à Angers ;
- Hôtel de Bernard de la Frégeolière ou  maison de Bardoul, puis maison Bossoreil[7],[8], 32 rue David-d'Angers, à Angers ;
- Hôtel de Livois (vers 1776), puis de Perrochelles[9],[10], 6 rue Emile-Bordier, à Angers ;
- Hôtel de Lantivy (1778-1785), ou, puis de Chemellier[11],[12], 22 boulevard de la Résistance et de la Déportation, à Angers ;
- Château de Pignerolle (vers 1780-1782), château, à Saint-Barthélemy-d'Anjou ;
- Château de Châteaubriant, Sainte-Gemmes-sur-Loire ;
- Château du Périneau-Verrières, Trélazé, 1784.
- Manoir de la Boutonnière, Blaison-Gohier.

## Divers
- Une rue d'Angers porte son nom[13].

## Armoiries
De sable à une rose d'or accompagnée de trois croix ancrées d'argent deux en chef et une en pointe.